# ᵘ̈
Cette page contient des caractères spéciaux ou non latins. S’ils s’affichent mal (▯, ?, etc.), consultez la page d’aide Unicode.
ᵘ̈, appelée ü en exposant, ü supérieur ou lettre modificative u tréma, est un graphème utilisé dans certaines transcriptions phonétiques. Il est formé de la lettre ü mise en exposant.

## Utilisation
Le ü en exposant est utilisé dans certaines transcriptions phonétiques.
Par exemple dans l’alphabet phonétique ouralien.
Il est utilisé dans le manuel de phonétique articulatoire de Rick Floyd publiée en 1981 où il indique que la consonne que le précède est prononcée avec une articulation palato-labiale, par exemple [tᵘ̈],. 
Dans l’alphabet phonétique international, la palato-labialisation est plutôt indiquée à l’aide du w en exposant et du j en exposant, par exemple [tʷʲ] ou [tʲʷ]. Certains auteurs utilisent le h culbuté en exposant, par exemple [tᶣ].

## Représentations informatiques
La lettre lettre modificative u tréma peut être représenté avec les caractères Unicode suivants (Extensions phonétiques, Diacritiques) :
| formes       | représentations | chaînes de caractères | points de code | descriptions                                      | note                            |
| ------------ | --------------- | --------------------- | -------------- | ------------------------------------------------- | ------------------------------- |
| modificative | ᵘ̈               | ᵘ◌̈                    | U+1D58 U+0308  | lettre modificative minuscule u diacritique tréma | codé pour le symbole phonétique |